# T28重戦車
T28重戦車（T28 Super Heavy Tank）、またはT95戦車駆逐車（T95 Gun Motor Carriage）と呼ばれるこの車輛は、第二次世界大戦中にアメリカ陸軍向けに設計された試作重戦車である。
その構造は旋回砲塔を持たず、通常の戦車というよりはドイツの駆逐戦車に近い。日本語訳としては、Super Heavy Tankを直訳した「超重戦車」、Gun Motor Carriageを意訳した「戦車駆逐車」といった語が充てられる場合もある。

## 開発
T28はマウスのようなドイツ軍重戦車への対抗として設計され、また重防御されたドイツ軍のジークフリート線に対する攻撃をも企図して準備されていた。
1944年3月に「T28」の呼称が与えられた本車は、ヨーロッパ戦線における最後のひと押しのために開発されたものだった。しかし設計案がまとまった頃にはドイツが降伏、更に太平洋戦争終結により、当初の計画では試作型5輌と25輌の量産型が製造されるはずであったが、試作型2輌に減らされた。。
T28は砲塔を装備せず、主兵装を収めるケースメート方式の戦闘室を構築しておりそれは自走砲そのものであった。そこで本車は1945年2月7日にT95戦車駆逐車へ改称された。しかし1946年6月、この車輛は再びT28へと改称された。この経緯には本車の性格に関する議論があったが、本車の実質は戦車ではなく戦車駆逐車、より正確に言うならばドイツ軍における駆逐戦車（Jagdpanzer）の様式に沿う重戦車駆逐車であり、ドイツ軍重戦車と戦うことを意図していた。
製造された2輛は1947年までアバディーン性能試験場およびフォート・ノックスの施設で審査を受けた。1947年、T28のうち1輌がユマ試験場において試験走行中にエンジン火災を起こし、重大な損傷を受けて廃棄された。もう1輌のT28は解体された後にスクラップとして売られることが報告された。T28が配備されることは全くなかった。なぜならT28の開発と審査は、砲塔装備の重戦車設計であるT29重戦車とT30重戦車に追い越されたからである。T29は本車と同口径の砲を装備し、T30はより大口径の砲とさらに強力なエンジンを搭載して開発されていた。このため、T28の開発計画は1947年10月に中止された。

## 設計

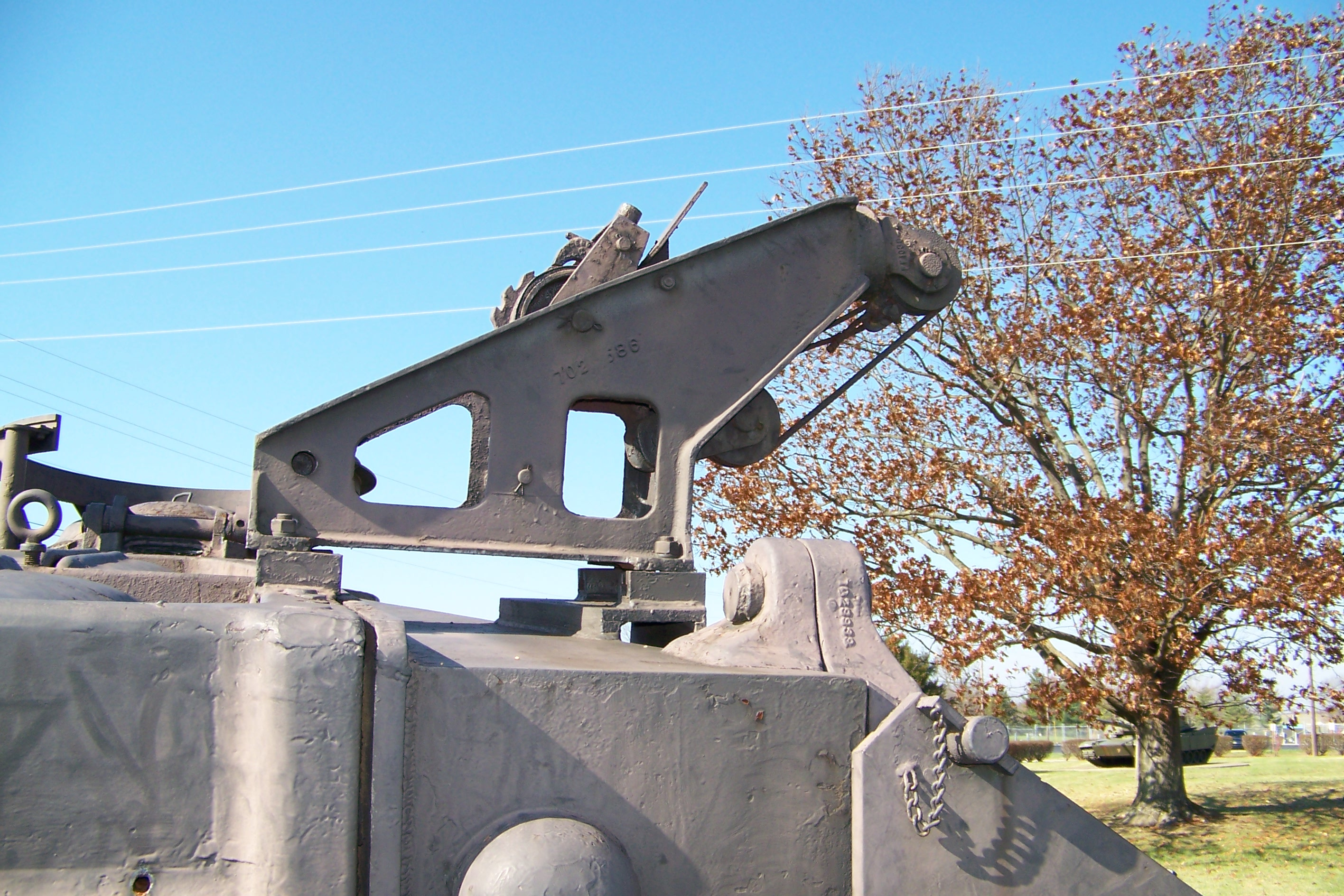
車体後方に装着された、外側の走行装置の脱着作業用のホイスト

T28はパシフィック・カー・アンド・ファウンドリー社によって設計製造された。機械的な構造はT23中戦車から流用された。総重量は装備品を完全に積みこんだ場合95米トン（86トン）に達した。この重量を運用するため4本の履帯を採用し、それぞれの幅は328mmであった。外側のサイドスカートとサスペンション、及び履帯は鉄道輸送を容易にするために取り外すことができた。これらはサイドスカートが内向きになるように合わせて固定され、牽引することができた。本車のフォード GAF V8ガソリンエンジン（出力500馬力）は車重に対して非力であり、最高速度はわずか13km/hで、障害物乗越能力は非常に制限されたものであり、また当時利用できたどのような仮設橋も渡ることができなかった。以上のことから、実戦で用いるのは非現実的であり、量産するにふさわしくないものと判断された。
T28は従来の米軍戦車駆逐車のように砲塔を持たず、代わりにケースメート式の戦闘室を採用し、車高は比較的低く抑えられていた。本車の主兵装はT5E1 105mm砲であり、これを車体正面上部の球形に成形された防楯に装備した。この砲は分離薬莢式のT32徹甲弾を使用した場合、砲口初速3,000フィート（914m）/秒、射距離1,000ヤード（914m）で135mm、2,000ヤードで119mmで傾斜角30度の均質圧延装甲板を貫徹可能であった。砲の旋回は右方向に10度、左方向に11度に限定された。また俯仰はプラス19.5度からマイナス5度であった。走行時、主砲は最大仰角で固定された。主砲は砲口初速が1,130m/sに達し、最大射程は19kmであった。
主砲の他、50口径（12.7mm）ブローニングM2重機関銃を車長用ハッチ上方のリングマウントに装備していた。
本車の車体前部上側の厚みは最大12インチ（304.8mm）に達しており、同時代の他の装甲戦闘車輛と比較して非常に厚かった。これは、戦車砲および対戦車砲に用いられたドイツ軍の88mm砲に対する防御として十分重装甲であったと考えられた。車体正面下部は5.25インチ（133.35mm）厚、また側面は2.5インチ（63.5mm）厚であった。懸架装置と車体下部は4インチ（101.6mm）厚の鋼製のサイドスカートでカバーされていた。

## 類似の車輛
イギリスのトータス重突撃戦車は、アメリカのT28と同様の目的のために開発された。トータスは94mm砲をもつ自重79トンの巨大な車輛で、第二次世界大戦終了当時に6輌（計画では25輌予定）が生産されていた。

### アメリカで並行開発された車輛との比較
| 要目       | T28                                | T29                                                                                                  | T30                                       |
| ---------- | ---------------------------------- | --- | ----------------------------------------- |
| 自重       | 86.2t                              | 64t                                                                                                  | 65.8t                                     |
| 乗員数     | 4名                                | 6名                                                                                                  | 6名                                       |
| 機関       | フォード GAF V-8 / 500 hp (373 kW) | フォード GAC 4サイクル 60度 V12 / 650 hp (485 kW)                                                    | コンチネンタル AV1790-3 / 704 hp (525 kW) |
| 速度       | 13km/h                             | 32km/h                                                                                               | 26.5km/h                                  |
| 最高装甲厚 | 304.8mm                            | 279mm                                                                                                | 280mm                                     |
| 全長       | 11.10m                             | 11.57m                                                                                               | 11.57m                                    |
| 全幅       | 4.39m                              | 3.80m                                                                                                | 3.80m                                     |
| 全高       | 2.84m                              | 3.20m                                                                                                | 3.20m                                     |
| 主兵装     | T5E1 105mm砲                       | T5E2 105mm砲                                                                                         | T7 155mm砲                                |
| 副兵装     | ブローニングM2重機関銃             | - 2 x .50 (12.7mm) ブローニング M2HB 重機関銃; - 1x .50 M2HB 対空機銃; - 1x .30 ブローニング M1919A4 | 7.62mm 機関銃                             |
| 弾薬       | 62発                               | 63発                                                                                                 | 34発                                      |

### 他国の車輛との比較
|            | T28                                | マウス                              | トータス重突撃戦車                              |
| ---------- | ---------------------------------- | ----------------------------------- | ----------------------------------------------- |
| 自重       | 86.2t                              | 188t                                | 79.2t                                           |
| 乗員数     | 4名                                | 6名                                 | 7名                                             |
| 機関       | フォード GAF V-8 / 500 hp (373 kW) | MB517ディーゼル / 1,200 hp (895 kW) | ロールスロイス ミーティア V12 / 600 hp (447 kW) |
| 速度       | 13km/h                             | 13km/h                              | 19km/h                                          |
| 最大装甲厚 | 304.8mm                            | 240mm                               | 178-228mm                                       |
| 全長       | 11.10m                             | 10.2m                               | 10.0m                                           |
| 全幅       | 4.39m                              | 3.71m                               | 3.90m                                           |
| 全高       | 2.84m                              | 3.63m                               | 3.00m                                           |
| 主兵装     | T5E1 105mm砲                       | 128mm 12.8 cm PaK 44                | 94mm オードナンス QF 32ポンド砲                 |
| 副兵装     | ブローニングM2重機関銃             | 同軸に75mm KwK 44 L/36.5            | 3 x 7.92mm ベサ機関銃                           |
| 弾薬       | 62発                               | 32発                                | 60発                                            |

### 現存する車輛
1974年、バージニア州のフォート・ベルボアで、バックフィールドに放棄された状態の試作車輛が発見された。この車輛がどこで27年間を過ごしたかについては知られていない。本車はT28の唯一の残存例であり、ケンタッキー州フォート・ノックスのパットン戦車博物館で展示されていた。2011年、陸軍機甲学校のジョージア州フォート・ベニングへの移転に伴い、本車を含む多くの展示車両もパットン博物館からジョージア州コロンバスに移動している。

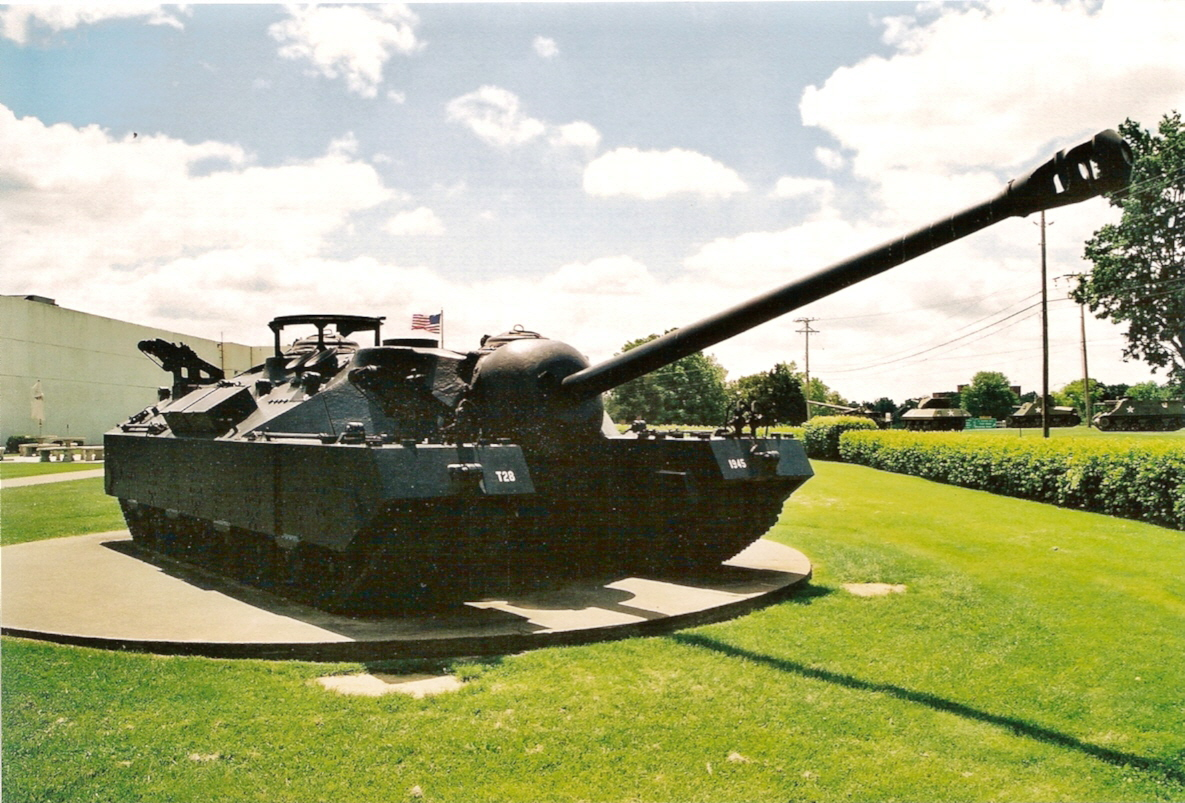
パットン戦車博物館にて展示されるT28 前方より
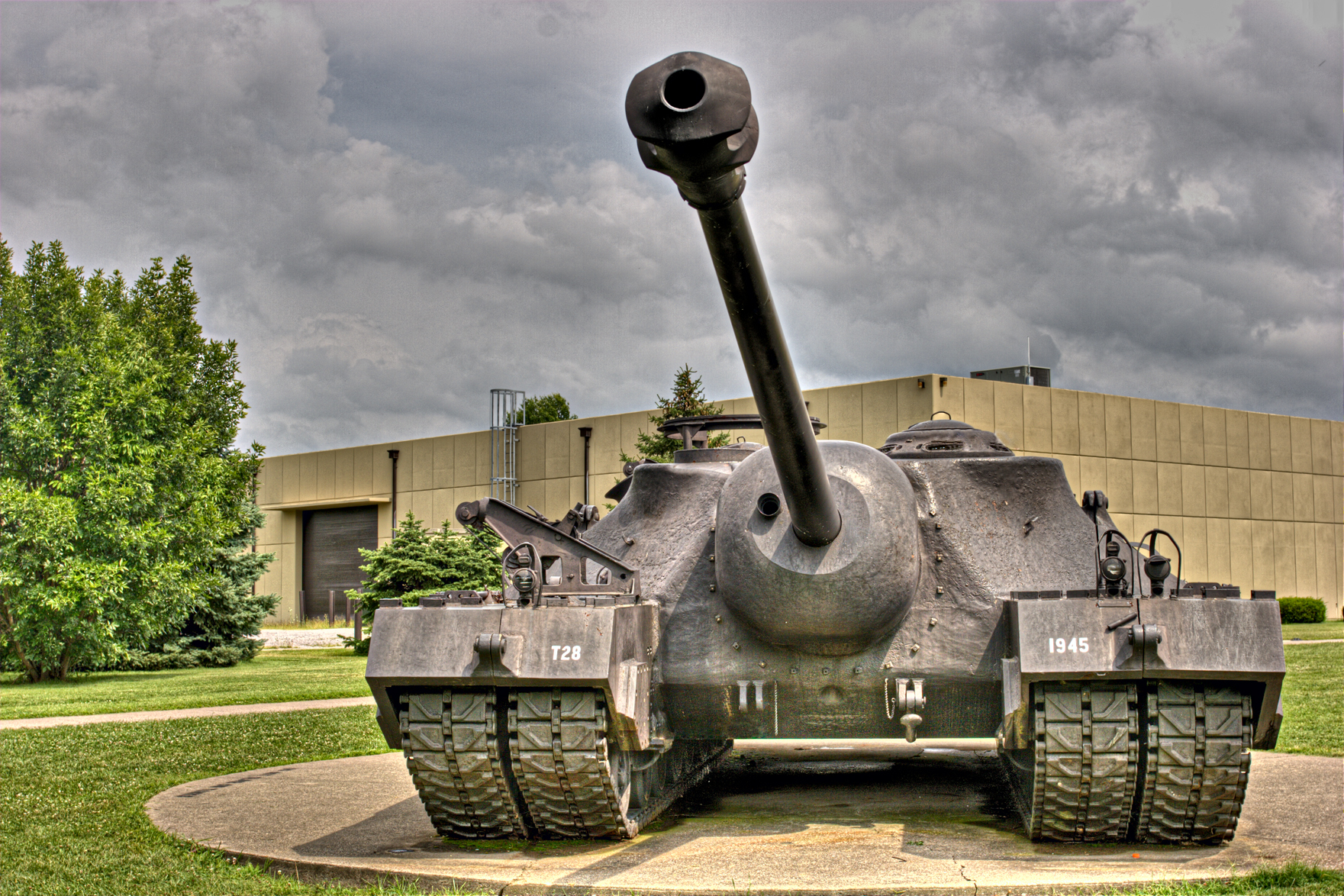
T28　正面より
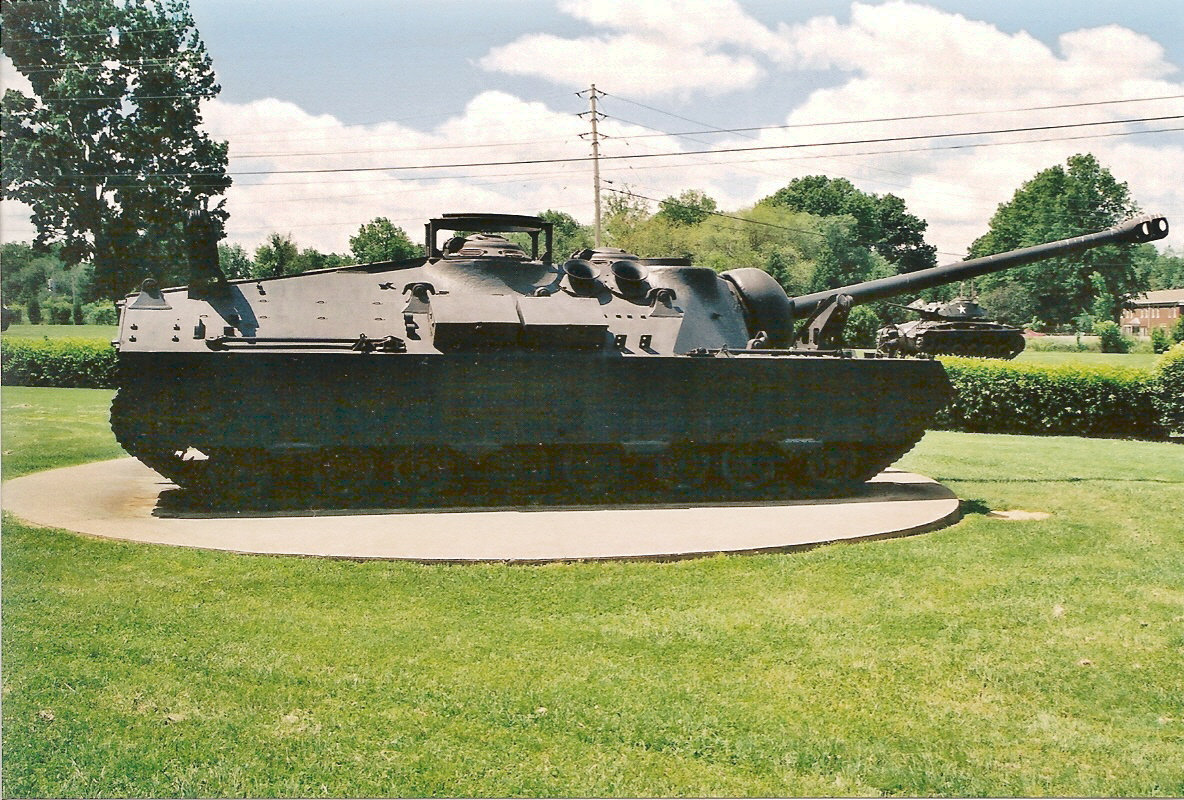
T28　側面より

## 登場作品

### アニメ
『ガールズ&パンツァー 劇場版』
大学選抜チームの使用車両として、T28が遊園地跡地での戦闘に登場する。

### ゲーム
『R.U.S.E.』
アメリカの超重戦車としてT95が登場。
『Toy Soldiers: Cold War』
DLCマップである「悪の帝国」のステージ3ボス、「スーパー戦車」として登場。
衛星反射レーザーやファランクス、ロケット弾発射装置など、かなりの改造が施されている。
『War Thunder』
アメリカ陸軍の駆逐戦車としてT95とプレミアム車両としてT28（外側の履帯を外した状態）が登場。
『World of Tanks』
アメリカ駆逐戦車T95として開発可能。また、外側の履帯のない初期案をT28として、砲塔装備の最初期案をT28 Prototypeとして開発可能。さらに極初期の設計案がT28 Conceptとして実装されている。
『コンバットチョロQ』
アリーナのボスクラスの7番目に登場。
『トータル・タンク・シミュレーター』
米国の重駆逐戦車T28として登場。
『バトルフィールド1942 シークレット・ウェポン』
米軍の追加重戦車としてT95が登場する。